# Багауди
Багауди (від кельтського baga — боротьба) — учасники антиримського визвольного руху який охопив північно-західну Галію, а пізніше і північно-східну Іспанію. Виступи багаудів продовжувалися з III по V століття і були особливо активними в 30-50 ті роки останнього. Основну масу учасників руху становило зубожіле вільне населення, колони, раби. Загони багаудів нападали на вілли великих землевласників та слабко захищені міста. В окремих районах Галії багаудам навіть вдалося утворити незалежні громади які не визнавали влади Риму. Керівники багаудів Аманд та Еліан, яких проголосили імператорами, створили армію де в піхоту брали землеробів, а в кінноту пастухів. Придушене римлянами повстання знову спалахнуло в 408 році, в 435—447 році охопило північно-західну Галію, однак знову було задавлене. 443 року багаудам Іспанії завдав поразки військовий магістр Меробавд. В середині V століття рух поширився і на північні області Іспанії. У 454 році вестготи знищили іспанських багаудів. З того часу джерела не згадують і гальських багаудів.